# Ward Reservation
Ward Reservation ist der Name eines 704 Acres (2,8 km²) umfassenden Naturschutzgebiets auf den Stadtgebieten von Andover und North Andover im Bundesstaat Massachusetts der Vereinigten Staaten. Es wird von der Organisation The Trustees of Reservations verwaltet.

## Schutzgebiet
Im Zentrum des Schutzgebiets befindet sich mit dem 420 ft (128 m) aufragenden Holt Hill der höchste Punkt im gesamten Essex County. Der Hügel wurde nach Nicholas Holt benannt, der dort in der Mitte des 17. Jahrhunderts siedelte. Die heute noch existente Holt Farm ist im National Register of Historic Places eingetragen. Am 17. Juni 1775, zu Beginn des Amerikanischen Unabhängigkeitskriegs, erklommen Einwohner der Umgebung den Hügel, um von dort das brennende Charlestown zu beobachten.
1940 übereignete Mabel Ward die ersten 153 Acres (0,6 km²) ihres Grundbesitzes an die Trustees, die das Schutzgebiet nach ihr benannten. In der Folge wurden der Organisation von der Familie nach und nach weitere Grundstücke geschenkt, so dass es heute fast 3 km² umfasst. Die rund 10 mi (16,1 km) Wanderwege im Schutzgebiet, die teilweise zum Bay Circuit Trail gehören, verbinden die drei Hügel Shrub, Boston und Holt miteinander. Am höchsten Punkt des Holt Hill stehen die sogenannten „Solstice Stones“ (deutsch Steine der Sonnenwende), die einem Kompass gleich die Kardinalpunkte der Winter- und Sommersonnenwende sowie die Äquinoktialpunkte im Frühjahr und Herbst darstellen. Im Schutzgebiet befindet sich darüber hinaus ein seltenes Schwingmoor, in dem unter anderem Orchideen und Fleischfressende Pflanzen gedeihen.